# Herbert Neu
Herbert Neu (* 18. Juni 1921 in Krudenburg; † 27. April 1995 in Hünxe) war ein deutscher Politiker und Landtagsabgeordneter (FDP).

## Biographie
Neu wurde als Sohn eines Lehrers am Niederrhein geboren und schloss die Schule im Jahr 1938 mit der mittleren Reife ab. Anschließend besuchte er eine Fachschule für Landwirtschaft und zog in den Zweiten Weltkrieg. Nach der Rückkehr aus dem Krieg übernahm Neu einen kleinen landwirtschaftlichen Betrieb. Im Jahr 1956 trat er in die Bundeswehr ein und wurde Berufsoffizier. Mit seiner Wahl in den Landtag 1970 wurde Neu, der zuletzt den Dienstgrad Hauptmann innehatte, in den Ruhestand versetzt.
Im Jahr 1948 trat Neu in die FDP ein. Er beteiligte sich ab 1961 aktiv an der Parteiarbeit und war sieben Jahre lang Mitglied des Kreisvorstandes Münster, später auch des Bezirksvorstandes Westfalen-Nord. Ab 1970 war er außerdem Mitglied des Landesvorstands der FDP Nordrhein-Westfalen. Bei der Landtagswahl 1966 scheiterte Neu als Direktkandidat im Landtagswahlkreis Recklinghausen-Land I (93), auch über die Landesliste gelang der Einzug in den Landtag nicht. Bei den nordrhein-westfälischen Landtagswahlen 1970 und 1975 wurde Neu jeweils über die Landesreserveliste (Listenplatz 10 und 7) in den Landtag Nordrhein-Westfalen gewählt; diesem gehörte er während der siebten und achten Legislaturperiode vom 26. Juli 1970 bis zum 28. Mai 1980 an. Zeitweise bekleidete Neu das Amt des stellvertretenden FDP-Fraktionsvorsitzenden.
Neu war verheiratet und hatte drei Kinder. In seiner Freizeit beschäftigte er sich mit Camping, Aquarellmalerei, Kammermusik und dem Verfassen von Gedichten. Im Mai 1977 wurde Neu zum Beiratsvorsitzenden der Nachlassstiftung von Otto Pankok (1893–1966) gewählt. Er starb im Alter von 73 Jahren.